# وليام ت. مونرو
وليام ت. مونرو دبلوماسي أمريكي. كان سفير الولايات المتحدة الثاني عشر إلى البحرين. وافق مجلس الشيوخ الأمريكي على تعيينه في 25 يونيو 2004 وأدى اليمين الدستورية في 3 أغسطس 2004. وقد تولى مسؤولياته في المنامة في 24 أغسطس 2004.
خلفه ج. آدم إيرلي في عام 2007.

## التعليم
درس مونرو في مدرسة تشوت روزماري هول ثم حصل على شهادة البكالريوس في التاريخ من جامعة ستانفورد ثم الماجستير في العلاقات الدولية من كلية فليتشر للقانون والدبلوماسية بجامعة تافتس.

## السيرة
انضم مونرو إلى وزارة الخارجية الأمريكية في عام 1978. في منصب الضابط الاقتصادي عمل لمدة ثلاث سنوات متخصص في التجارة الدولية في وزارة التجارة قبل أن ينضم إلى وزارة الخارجية. في وزارة الخارجية عمل في مكتب الشؤون السياسية والعسكرية ومكتب شؤون شرق آسيا والباسيفيك. كان مونرو نائب رئيس البعثة في السفارة الأمريكية في إسلام أباد بباكستان من أبريل 2002 إلى يونيو 2004. وقبل ذلك شغل منصب نائب رئيس البعثة في سفارة الولايات المتحدة في الكويت.